# À réveiller les morts
À réveiller les morts — To Wake the Dead dans l'édition originale britannique — est un roman policier américain de John Dickson Carr publié d'abord en Angleterre en 1938. C'est le 8e roman de la série mettant en scène le personnage du Dr Gideon Fell.  Il s'agit d'un whodunit classique.

## Principaux personnages
- La victime
  - Joséphine Kent : cousine de Christopher Kent.

- Les enquêteurs

- Témoins et suspects
  - Christopher Kent : romancier.
  - Dan Reaper : membre du gouvernement.

## Résumé
Le roman comporte 20 chapitres.
Le romancier à succès Christopher Kent accepte de relever le défi que lui a lancé son ami Dan Reaper, un membre du gouvernement. Chacun doit se rendre de Johannesburg à Londres sans un sou en poche et le premier arrivé remportera l'épreuve. 
Dix semaines plus tard, à la fin de janvier 1937, Christopher a réussi l'exploit. Et certes, il se trouve dans la capitale britannique, mais il meurt de faim. Or, il ne peut retirer quelques billets de son compte bancaire, car Reaper n'arrivera que le lendemain et l'accuserait de ne pas s'être plié aux règles imposées.  Coïncidence miraculeuse, en passant devant le Royal Scarlet Hotel, il lui tombe du ciel un bon donnant droit à un petit-déjeuner gratuit au restaurant de l'établissement.  Christopher s'y précipite non sans craindre que l'occupant de la chambre 707, auquel le bon est libellé, ne fasse irruption à sa table.  Rien de tel ne se produit, mais au moment de quitter les lieux, le maître d'hôtel l'interpelle et lui enjoint de monter immédiatement à sa chambre pour y chercher le précieux bracelet oublié la veille par une riche Américaine.  Le jeune homme tente de se débarrasser de cette délicate corvée en proposant à son interlocuteur de se charger lui-même de cette tâche, ce que refuse ce dernier qui ne voudrait pas avoir l'odieux de réveiller l'épouse de monsieur...  Impossible de se défiler !  
Accompagné du maître d'hôtel et de la bonne de l'étage qui lui ouvre le 707 avec un passe-partout après que notre romancier a prétendu avoir oublié ses clés, Christopher Kent entre dans la chambre où le cadavre d'une femme repose sur la moquette. Bouleversé et inquiet, Kent a la présence d'esprit de s'échapper pour courir alerter la seule personne qui puisse le tirer de ce guêpier, le Dr Gideon Fell. Sage décision s'il en est, puisque le célèbre limier reçoit justement le superintendant Hadley de Scotland Yard venu l'informer qu'un meurtre a été commis dans une chambre du Royal Scarlet Hotel et que la victime est Joséphine Kent, la cousine de Christopher... 

## Éditions
Éditions originales en anglais
- (en) John Dickson Carr, To Wake the Dead, Londres, Hamish Hamilton, 1938 — Édition britannique
- (en) John Dickson Carr, To Wake the Dead, New York, Harper, 1938 — Édition américaine

Éditions françaises
- (fr) John Dickson Carr (auteur) et Stéphane Salvetti (traducteur), À réveiller les morts [« To Wake the Dead »], Paris, Librairie des Champs-Élysées, coll. « Le Masque.  no 1973 », 1989, 287 p. (ISBN 2-7024-1962-2 (édité erroné), BNF 35070240)
- (fr) John Dickson Carr (auteur) et Stéphane Salvetti (traducteur) (trad. de l'anglais), À réveiller les morts [« To Wake the Dead »], « in » J.D. Carr, vol. 2 - Dr. Fell (1935-1939), Paris, Librairie des Champs-Élysées, coll. « Les Intégrales du Masque. », 1992, 1084 p. (ISBN 2-7024-2247-0, BNF 35546326) Ce volume omnibus réunit les romans suivants : Trois cercueils se refermeront, Le Meurtre des Mille et Une Nuits, À réveiller les morts, Le Naufragé du Titanic, Les Yeux en bandoulière

## Source bibliographique
- Roland Lacourbe, John Dickson Carr : scribe du miracle. Inventaire d'une œuvre, Amiens, Encrage, 1997, p. 52-53.